# Temporada 1952-1953 del Liceu
Es representa Don Carlo després de 55 anys.
| Temporada 1951-1952 del Liceu |                         |                  |                        | |           |                        |
| Òpera                         | Compositor              | Director musical | Director d'escena      | Papers principals | Producció | Dates                  |
| Don Carlo                     | Giuseppe Verdi          |                  |                        | Maria Pedrini |           | 6 de novembre          |
| Pagliacci                     | Ruggero Leoncavallo     |                  |                        | Lina Richarte |           |                        |
| Madama Butterfly              | Giacomo Puccini         | Angelo Questa    | Acli Carlo Azzolini    | Elena Rizzieri, Pilar Torres, Maria Rosa Ester, Giuseppe Campora, Manuel Ausensi, Piero De Palma, Antoni Cabanes, Jacinto Santamaría, Joan Rico                               |           | 8, 10, 20, 23 novembre |
| Adriana Lecouvreur            | Francesco Cilea         |                  |                        | Manuel Ausensi |           |                        |
| Risurrezione                  | Franco Alfano           |                  |                        | Manuel Ausensi, Carla Gavazzi |           | 2 de desembre          |
| Borís Godunov                 | Modest Mússorgski       |                  |                        | Boris Christoff |           |                        |
| The Consul                    | Gian Carlo Menotti      | Nino Verchi      |                        | Clara Petrella, Piero Guelfi, Silvia Nacari, Antonio Casinelli, Rosario Gómez                                                                                                 |           | desembre               |
| Mefistofele                   | Arrigo Boito            |                  |                        | Mario Filippeschi |           |                        |
| Canigó                        | Antoni Massana          |                  |                        | Manuel Ausensi, Carme Espona i Grau |           |                        |
| Les noces de Fígaro           | Wolfgang Amadeus Mozart | Wilhelm Loibner  | Ernst August Schneider | Werner Faulhaber, Emmy Loose, Hans Braun, Esther Réthy, Dagmar Hermann, Else Schürhoff, Ljubomir Pantscheff, Erich Majkut, Erich Majkut, Ruthilde Boesch, Ljubomir Pantscheff |           | 1 a l'11 de gener      |
| Carmen                        | George Bizet            | Jean Fournet     | Augusto Cardi          | Solange Michel, Roger Gallia/Antonio Annaloro, Jacques Doucet, Julienne Farkas                                                                                                |           |                        |